# جاك بيكر (لاعب كرة قاعدة)
جاك بيكر (بالإنجليزية: Jack Baker) هو لاعب كرة قاعدة أمريكي، ولد في 4 مايو 1950 في برمنغهام في الولايات المتحدة.

## وصلات خارجية
- جاك بيكر على موقعبيزبول رفرنس.كوم (الدوري الرئيسي) (الإنجليزية)
- جاك بيكر على موقع مشجعي الرسوم البيانية (الإنجليزية)